# Rioni (sông)

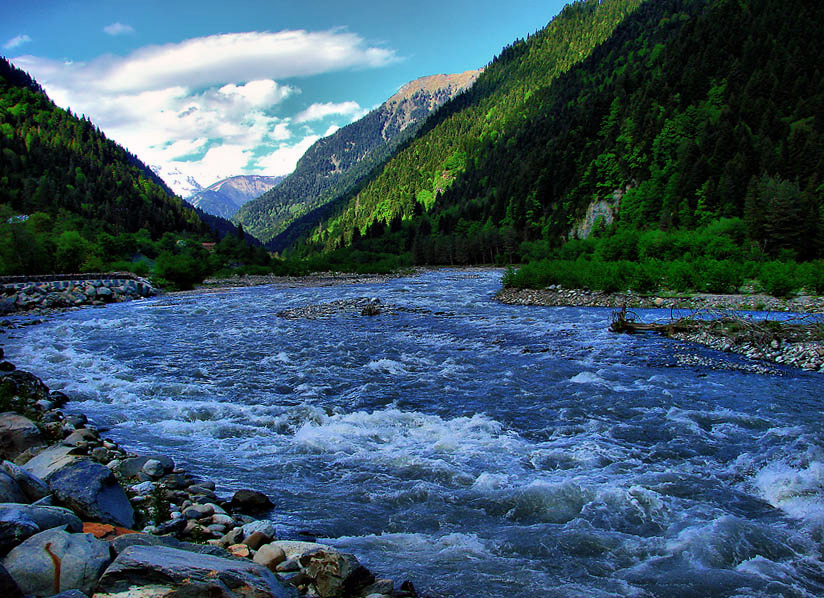
Sông Rioni

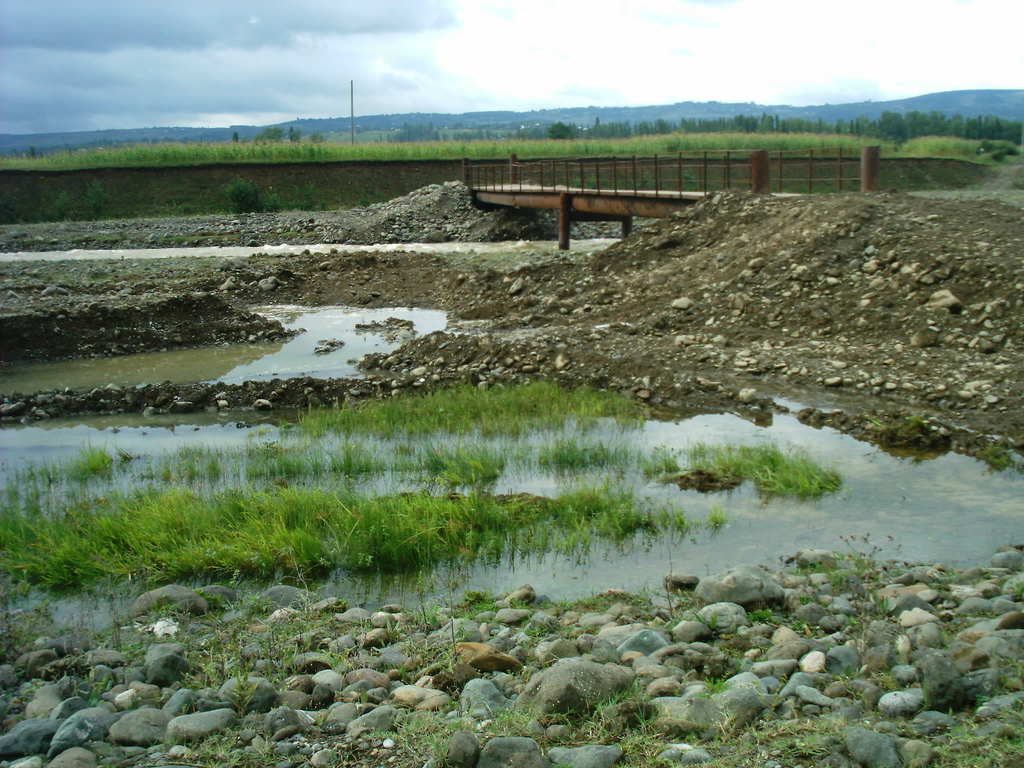
Sông Rioni tại Sachkhere.

Sông Rioni (tiếng Gruzia: რიონი Rioni) là một con sông chính ở miền tây Gruzia. Nó bắt nguồn từ dãy núi Kavkaz, trong khu vực Racha và chảy về phía tây để đổ vào biển Đen tại phía bắc thành phố Poti. Thành phố Kutaisi, từng có thời là thành phố cổ đại của Colchis, nằm trên bờ sông này.

## Lịch sử

### Các tác giả thời cổ đại
Được người Hy Lạp cổ đại gọi là sông Phasis (tiếng Hy Lạp: Φάσις), Rioni lần đầu tiên được nhắc đến bởi Hesiod trong tác phẩm Theogony (l.340); Plato để Socrates nhận xét: "Tôi tin rằng trái đất rất lớn và chúng ta, những người sống giữa các trụ cột Hercules và dòng sông Phasis, chỉ sống trong một phần nhỏ của nó bên bờ biển, như những con kiến hoặc ếch bên một cái ao" (Phaedo, 109a). Các tác giả sau này như Apollonius Rhodius (Argonautica 2.12.61), Virgil (Georgics 4.367) và Aelius Aristides (Ad Romam 82) coi đây là ranh giới xa nhất về phía đông của vùng biển có thể đi lại được. Herodotos và Anaximandros xem Rioni là ranh giới giữa châu Âu và châu Á. Hành trình nổi tiếng của Jason và các Argonauts, mặc dù mang tính chất bán thần thoại, được cho là đã diễn ra khi các Argonauts chèo thuyền lên dòng sông Phasis từ cửa sông ra Biển Đen tại Poti, đến Colchis (ngày nay là Kutaisi ở Gruzia).

### Chim Trĩ
Thuật ngữ "pheasant" (Chim Trĩ) và tên khoa học Phasianus colchicus (Trĩ đỏ) có nguồn gốc từ "Phasis" (dòng sông Rioni) và vùng "Colchis". Đây được cho là nơi đầu tiên mà loài chim trĩ thông thường được đưa vào châu Âu từ thời cổ đại. (Loài chim trĩ có vòng cổ sau này được du nhập từ Đông Á).

### Thoát nước
Người ta cho rằng "việc Colchis không thể trở thành một vương quốc hùng mạnh hoặc được duy trì như một tỉnh của Rome đã bị đổ lỗi cho khí hậu độc hại của thung lũng Phasis, một tình trạng đã được các du khách nhắc đến cho đến thời hiện đại, khi các đầm lầy cuối cùng đã được tháo nước." Vùng đất ngập nước xung quanh sông Rioni đã được thoát nước thông qua một dự án cải tạo thoát nước lớn do chính phủ thực hiện vào năm 1960. Sau đó, khu vực này đã được dọn sạch và chuyển đổi thành đất nông nghiệp.

## Miêu tả
Sông Rioni là con sông dài nhất nằm hoàn toàn trong lãnh thổ Gruzia. Sông dài 327 km và lưu vực của nó bao phủ khoảng 13.400 km². Rioni bắt nguồn từ các sườn phía nam của dãy núi Kavkaz, ở độ cao 2.960 mét so với mực nước biển, phía bắc thị trấn Oni. Những nhánh sông lớn nhất của nó, tính từ nguồn đến cửa, bao gồm: Jejora (bên trái), Qvirila (bên trái), Khanistsqali (bên trái), Tskhenistsqali (bên phải) và Tekhuri (bên phải).

## Sông Phasis tại Taprobana
Stephanus xứ Byzantium đã viết rằng có một con sông khác cũng mang tên Phasis tại Taprobana (tiếng Hy Lạp cổ: Φᾶσις ἐν τῇ Ταπροβάνῃ), tức Ceylon hoặc Sri Lanka ngày nay.